# Ахмаев, Саид-Али Саидович
Саид-Али Саидович Ахмаев (род. 30 мая 1996, Москва) — российский футболист, полузащитник клуба «Зоркий-Красногорск».

## Карьера
Воспитанник спартаковской Академии имени Фёдора Черенкова. Начинал карьеру в молодёжных командах «Спартака» и «Ростова». Принадлежа ростовчанам, выступал на правах аренды в ПФЛ за новороссийский «Черноморец». Зимой 2018 года был на просмотре в московском «Динамо». Вскоре заключил контракт с молдавским клубом Национальной дивизии «Сперанца» (Ниспорены). Всего в элите местного футбола провел четыре игры. В сентябре того же года уже после закрытия летнего трансферного окна на правах свободного агента перешел в «Коломну». Перед сезоном 2019/20 перешёл в «Арарат» Москва. После снятия клуба с соревнования в феврале 2020 года находился вне профессионального футбола в течение года. В конце февраля 2021 года подписал контракт с клубом РПЛ «Тамбов». В сентябре того же года перешёл во владимирское «Торпедо». В феврале 2022 года пополнил состав «СКА-Хабаровска». В июле того же года перешёл в «Химки-М».